# Urocystis filipendulae
Urocystis filipendulae är en svampart som först beskrevs av Tul. & C. Tul., och fick sitt nu gällande namn av Joseph Schröter 1870. Urocystis filipendulae ingår i släktet Urocystis och familjen Urocystidaceae.   Inga underarter finns listade i Catalogue of Life.